# جورجي فيتوسي
جورجي فيتوسي (بالفرنسية: Grégory Fitoussi)‏
```
هو 
ممثل
 
فرنسي
، ولد في 13 أغسطس 1976 
بباريس
 في 
فرنسا
.
[
1
]
```

## أعمال

### أفلام
- (2009) جي. آي. جو: ظهور الكوبرا[2][3]
- (2013) حرب الزومبي العالمية[4]

## وصلات خارجية
- جورجي فيتوسي على موقع IMDb (الإنجليزية)
- جورجي فيتوسي على موقع ألو سيني (الفرنسية)
- جورجي فيتوسي على موقع أول موفي (الإنجليزية)
- جورجي فيتوسي على موقع قاعدة بيانات الفيلم (الإنجليزية)
- جورجي فيتوسي على موقع كينوبويسك (الروسية)